# Lars Norgren
Lars Einar Axel Norgren, född 9 mars 1953 i Lund, död 11 juli 2016, var en svensk handbollsspelare (vänsternia) och handbollstränare.

## Spelarkarriär
Norgren startade sin handbollskarriär i H43 Lund, där han spelade till 1974 då han var 21 år. Han värvades sedan till IFK Malmö som vunnit handbollsallsvenskan 1973-1974 (men inte SM-guldet). 1978 trillade klubben ur allsvenskan och Norgren sökte sig till Stockholmsklubben AIK. De spelade i allsvenskan, men 1980 blev de 12:a och åkte ut. Norgren spelade kvar i klubben ännu ett år. Nu hade AIK ett samarbete med Täby HK. 1981 återvände Norgren till moderklubben H43 Lund, som 1979 hade tagit sig tillbaka till allsvenskan. Spelarkarriären avslutades som spelande tränare i IFK Kristianstad 1984-1985. Klubbytena gjordes för att spela i högsta serien vilket var ett krav på landslagsspelarna vid denna tid. I landslaget var inte Lars Norgren någon storskytt men i klubblaget var det bättre. 1978-1979 gjorde han 100 mål och kom på 12:e plats i skytteligan, och året efter 106 mål och nionde plats i skytteligan.

### Landslaget
Norgren spelade 60 A-landskamper och gjorde 37 mål under åren 1975-1981. Han är Stor grabb. Debut i landslaget 1975 men okänt i vilken match. Sista landskampen var mot Danmark i Paris (VM-kvalturnering). Sverige vann matchen med 23-21 och klarade kvalet till VM.

## Tränarkarriär
Efter handbollskarriären utbildade Lars Norgren sig till gymnastiklärare. Han hade nytta av sitt yrke i sin syssla som handbollstränare. Som gymnastiklärare var han anställd på Vipeholmsskolan i Lund.
Tränarkarriären inleddes i IFK Kristianstad som spelande tränare i elitserien. Året efter tränade han Vikingarnas IF i division 1 Södra i två säsonger. Han återkom sedan som tränare i moderklubben H43 Lund 1987-1991 men då hade klubben ramlat ur elitserien 1986. Återvände till Vikingarna 1991 och var först assisterande och sedan huvudtränare till 1993. Återvände sen till H43 under tre säsonger innan han 1996 blev proffstränare i Bjerringbro FH, klubbens första tränare på heltid. Något år senare var han tränare i Virum-Sorgenfri HK, som spelade i Champions League. Norgren redogjorde för att sista tränaråret "åt upp honom". Det blev för stor press med spelare, klubbrepresentation och uppvaktning från massmedia.
Åren 1999 till 2006 saknade Lars Norgren tränaruppdrag inom handbollen, men återkom till tränarsysslan 2006 som assisterande till Johan Zanotti i nyuppflyttade IFK Trelleborg. Norgren stannade i IFK Trelleborg till 2008. Efter ett sabbatsår hade han sitt sista uppdrag i OV Helsingborg 2009-2010. Uppdraget var att se till att OV klarade kontraktet i elitserien men uppdraget misslyckades och Norgren slutade efter ett år trots ett tvåårskontrakt.

## Klubbar

### Som spelare
- H43 Lund 1967–1974
- IFK Malmö 1974–1978
- AIK 1978–1980
- Täby HK/AIK 1980–1981
- H43 Lund 1981–1984
- IFK Kristianstad 1984–1985 (spelande tränare)
- IFK Malmö 1985–1986

### Som tränare
- IFK Kristianstad 1984–1985
- Vikingarnas IF 1985–1987
- H43 Lund 1987–1991
- Vikingarnas IF 1991–1993 (assisterande 91-92, huvudtränare 92-93)
- H43 Lund 1993–1996
- Bjerringbro-Silkeborg[2]  1996–1997 eller 1998?
- Virum-Sorgenfri HK 1997 eller 1998?–1999
- IFK Trelleborg 2006[5]–2008[6] (ass. tränare)
- OV Helsingborg 2009[7]–2010 [4]